# Кубок Німеччини з футболу 1970
Кубок Німеччини з футболу 1970 — 27-й розіграш кубкового футбольного турніру в Німеччині, 18 кубковий турнір на території Федеративної Республіки Німеччина після закінчення Другої світової війни. У кубку взяли участь 32 команди. Переможцем кубка Німеччини вперше став Кікерс із Оффенбаха, який на час змагань виступав у Регіональній лізі Німеччини з футболу.

## Перший раунд
| Команда 1                            | Рахунок | Команда 2                     |
| ------------------------------------ | ------- | ----------------------------- |
| 2 січня 1970                         |         |                               |
| Айнтрахт (Гельзенкірхен) (2)         | 1:3     | Боруссія (Менхенгладбах)      |
| 3 січня 1970                         |         |                               |
| Нюрнберг (2)                         | 1:0     | Штутгарт                      |
| Кікерс (Оффенбах) (2)                | 4:1     | Мюнхен 1860                   |
| Ганновер 96                          | 3:2     | Рот-Вайс (Обергаузен)         |
| Ян (Регенсбург) (2)                  | 1:0     | Айнтрахт (Брауншвейг)         |
| 4 січня 1970                         |         |                               |
| Філлінген (2)                        | 1:3     | Гамбург                       |
| 24 березня 1970                      |         |                               |
| Рот-Вайс (Ессен)                     | 3:3 дч  | Кельн                         |
| 25 березня 1970                      |         |                               |
| Ваттеншайд 09 (2)                    | 1:6     | Баварія (Мюнхен)              |
| Ґетінґен (2)                         | 0:1 дч  | Дуйсбург                      |
| Вупперталер (2)                      | 1:0     | Кайзерслаутерн                |
| 26 березня 1970                      |         |                               |
| Оснабрюк (2)                         | 1:2 дч  | Айнтрахт (Франкфурт-на-Майні) |
| 8 квітня 1970                        |         |                               |
| Альзенборн (2)                       | 1:5     | Шальке 04                     |
| 15 квітня 1970                       |         |                               |
| Пірмазенс (2)                        | 1:2     | Герта (Західний Берлін)       |
| 22 квітня 1970                       |         |                               |
| Шварц-Вайс (Ессен) (2)               | 1:2     | Боруссія (Дортмунд)           |
| 5 травня 1970                        |         |                               |
| Теніс Боруссія (Західний Берлін) (2) | 0:2     | Вердер                        |
| 11 липня 1970                        |         |                               |
| Армінія (Ганновер) (2)               | 0:3     | Алеманія (Аахен)              |
| 24 липня 1970 (перегравання)         |         |                               |
| Кельн                                | 5:1     | Рот-Вайс (Ессен)              |

## Другий раунд
| Команда 1                     | Рахунок | Команда 2                |
| ----------------------------- | ------- | ------------------------ |
| 28 липня 1970                 |         |                          |
| Шальке 04                     | 0:0 дч  | Герта (Західний Берлін)  |
| 29 липня 1970                 |         |                          |
| Айнтрахт (Франкфурт-на-Майні) | 2:0     | Гамбург                  |
| Вупперталер (2)               | 0:3     | Нюрнберг (2)             |
| Кельн                         | 6:1     | Дуйсбург                 |
| Алеманія (Аахен)              | 1:1 дч  | Вердер                   |
| Баварія (Мюнхен)              | 4:0     | Ян (Регенсбург) (2)      |
| Ганновер 96                   | 1:3     | Боруссія (Менхенгладбах) |
| 30 липня 1970                 |         |                          |
| Кікерс (Оффенбах) (2)         | 2:1 дч  | Боруссія (Дортмунд)      |
| 1 серпня 1970 (перегравання)  |         |                          |
| Герта (Західний Берлін)       | 4:0     | Шальке 04                |
| 3 серпня 1970 (перегравання)  |         |                          |
| Вердер                        | 1:1 дч* | Алеманія (Аахен)         |

* - Алеманія (Аахен) вийшла до наступного раунду через жеребкування.

## Чвертьфінали
| Команда 1                     | Рахунок | Команда 2               |
| ----------------------------- | ------- | ----------------------- |
| 5 серпня 1970                 |         |                         |
| Боруссія (Менхенгладбах)      | 2:3 дч  | Кельн                   |
| Нюрнберг (2)                  | 2:1     | Баварія (Мюнхен)        |
| Айнтрахт (Франкфурт-на-Майні) | 0:3     | Кікерс (Оффенбах) (2)   |
| 6 серпня 1970                 |         |                         |
| Алеманія (Аахен)              | 1:0     | Герта (Західний Берлін) |

## Півфінали
| Команда 1             | Рахунок | Команда 2 |
| --------------------- | ------- | --------- |
| 19 серпня 1970        |         |           |
| Кікерс (Оффенбах) (2) | 4:2 дч  | Нюрнберг  |
| Алеманія (Аахен)      | 0:4     | Кельн     |

## Фінал
| 29 серпня 1970 16:00 (CET) |

| Кельн   | 1:2      | Кікерс (Оффенбах)    |
| ------- | -------- | -------------------- |
| Лер 73' | Протокол | Вінклер 27' Гекс 64' |

| Нідерсахсенштадіон, Ганновер Глядачів: 50 000 Арбітр: Герхард Шуленбург |